# Il ventaglio segreto
Il ventaglio segreto (Snow Flower and the Secret Fan) è un film del 2011 diretto da Wayne Wang, basato sul romanzo Fiore di Neve e il ventaglio segreto dell'autrice sino-americana Lisa See.
Il film è interpretato da Li Bingbing, Jun Ji-hyun, Archie Kao, Vivian Wu, e Hugh Jackman. Il film è stato distribuito dalla Eagle Pictures nelle sale italiane l'8 luglio 2011.

## Trama
Il film è ambientato nella Cina del XIX secolo e inizia con la presentazione di due giovani ragazze, Fiore di Neve e Giglio Bianco, legate per l'eternità. Esse sono isolate dalle loro famiglie senza poter comunicare con loro e con nessun altro, così come vuole la tradizione cinese nei confronti delle donne. Ma in realtà queste comunicano tra di loro attraverso la scrittura di una lingua segreta, la “nu shu”, detta anche la “lingua delle donne”. Ancora oggi le pieghe dell'antico ventaglio segreto custodiscono il segreto di quella lingua e di quelle donne. Inoltre nel film particolare rilievo è dato alle conseguenze psicologiche derivanti dal bendaggio dei piedi che subivano le donne cinesi..

## Produzione
Il film è prodotto dalla IDG China Media. Le location delle riprese sono state negli Hengdian World Studios ad Heng Dian, in Cina, e a Shanghai, sempre in Cina.